# Escola Nova
L'Escola Nova és un moviment pedagògic que sorgeix a finals del segle xix, que pretén promoure un canvi en la manera d'ensenyar impulsant un aprenentatge actiu, en contrast amb el de l'Escola Tradicional, així com renovant els seus principis. Es caracteritza per la crítica envers el formalisme, la competitivitat, el sistema memorístic, el paper passiu de l'alumne i la desatenció dels seus interessos. Neix gràcies a la ideologia il·lustrada de finals del segle xviii, els precursors de la qual van ser J.J. Rousseau, J.H. Pestalozzi i F. Fröbel. Constituí alhora una superació de l'ensenyament autoritari tradicional i una adaptació a les noves necessitats i concepció del món de la burgesia liberal.
El pas de l'Escola Tradicional a l'Escola Nova es va dur a terme modificant molts aspectes. El més rellevant és l'atenció al currículum, gràcies als nous materials (manipuladors) es permet que l'infant vagi treballant amb els recursos que atenen al seu procés d'aprenentatge. L'observació dels/les mestres dona pas a una atenció individualitzada i personalitzada, a través del desenvolupament de projectes reals que sorgeixen totalment dels interessos que va manifestant l'alumnat. S'utilitza l'educació pràctica, vital, participativa, col·laborativa, democràtica, activa i motivadora. En aquests projectes el treball és espontani, i es fa amb més o menys infants, segons el nombre de nens i nenes interessats per unes tasques concretes. Per tant, en aquest moviment, es dona molta importància a l'alumne, materialitzant i promovent les seves potencialitats, el seu dret a conviure i aprendre en un espai que respongui a les seves necessitats individuals.
Per tant, el que planteja aquest nou model és una reforma social, en què l'ensenyament sigui obligatori per a tothom i procuri la integració i inclusió de tots i cadascun dels ciutadans de la nostra societat.

## Història

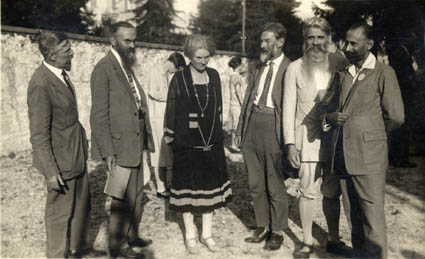
«Ligue internationale pour l'Éducation Nouvelle»

Abans del S. XIX l'estudi de la infància havia estat purament mèdic, només es satisfeien les necessitats bàsiques, ja que els infants havien d'aconseguir arribar a l'edat adulta sent persones fortes per així poder fer front als oficis més durs i pesats. Fins al s. XVII predominava l'escola eclesiàstica, on s'adoctrinava els infants amb idees antigues. Solament feia ús de l'educació una minoria de la societat (la societat adinerada).
A partir del s. XX sorgeixen noves teories i idees que consideren l'etapa de l'educació infantil com una etapa educable, on es planteja l'educació com eina per potenciar el desenvolupament integral de les persones al llarg del seu cicle vital. El moviment de la nova escola s'inicia per la necessitat de substituir la pedagogia tradicional i posar els fonaments per al desenvolupament dels moviments de caràcter progressista i crítics de la renovació pedagògica. Molts pensadors es van impulsar per canviar aquest mètode tan estricte i plantejaven l'escolarització de tots els infants, independentment de la seva situació econòmica.
La història de l'Escola Nova sorgeix en finalitzar la Primera Guerra Mundial (1914-1918). Aquest moviment és el producte de diferents circumstàncies històriques i transformacions polítiques, socials, ideològiques i econòmiques. La importància de crear ciutadans passava a impulsar noves polítiques educatives i es va dur a terme en període d'anteguerres en tot l'àmbit mundial, concedint a l'educació el valor d'un instrument per a la pau.
La Lliga Internacional de l'Educació Nova va representar la vertadera institució internacional del moviment. El 1921 es van aprovar uns principis en els quals van participar Ferrière, Decroix i Bermond, Decroly o Elisabeth Rotten, entre d'altres.

### Antecedents/precursors de l'Escola Nova
Les influències més rellevants de l'Escola Nova són:

#### Jean Jacques Rousseau
Segons Rousseau l'educació és un procés natural que dona importància al desenvolupament individual de l'infant, el qual a través de l'experimentació pot descobrir per si mateix les seves pròpies respostes sense cap tècnica directiva, cosa que afavoria que l'infant esdevingués un home lliure i autònom.
Cal destacar que Rousseau creia que els primers anys de l'educació havien de ser repressius i negatius, en els quals s'apartés a l'infant del mal social sense impedir-li expressar la seva capacitat creativa, ni limitar-li la curiositat natural ni la llibertat.
Molts dels conceptes pedagògics que van ser impulsats en el pensament de Rousseau i que es van incorporar a l'Escola Nova són: ensenyament centrat en interès natural de l'infant, actiu, autoactiu, intuïtiu, escola laica, educació integral i educació en ambient de llibertat.

#### Johann Heinrich Pestalozzi
Pestalozzi va rebre influència de Rousseau i, per tant, creia que el nucli principal de l'educació era la família i a gràcies a aquesta l'escola i el medi vital i social.
L'educació es veu com una ajuda que es proporciona al nen perquè avanci en el seu procés d'aprenentatge basant-se en l'espontaneïtat, l'acció, la intuïció i rebutjant els pensaments de l'Escola Tradicional.
A més a més, dona importància a l'educació física, al treball manual i corporal, a la naturalitat, a l'educació elemental, als passejos, excursions, al cultiu de la terra, a l'observació, a la investigació per poder arribar a un aprenentatge basat en l'activitat i desenvolupar així una educació integral.

#### Friedrich Fröebel
Friedrichh Fröbel fou alumne de Pestalozzi i és de qui pren una sèrie d'idees relacionades amb l'educació.
Va crear els kindergarten (llars d'infants, permetia que l'infant jugués a l'aire lliure en contacte permanent amb la natura, rebutgés l'autoritarisme de l'educació i arribés a una educació integral entre l'escola-la família) i la teoria sobre el puerocentrisme (el nen era el centre de l'aprenentatge). També va crear les àrees d'aprenentatge, el currículum, la metodologia i la formació del professorat.
L'aprenentatge es basa en el desenvolupament natural, la lliure expressió dels infants i la intuïció, per tal que aquests puguin actuar i desenvolupar destreses de manipulació i sensorials.
El mètode que va utilitzar per dur a terme aquest aprenentatge va ser el joc amb objectes estructurats, per al qual creà materials didàctics específics per a cada activitat i proposà la interrelació entre les activitats.

### Característiques
Les escoles noves van ser al mateix temps semblants però diferents entre si. Totes van coincidir en una sèrie de principis fonamentals, però presentaven característiques diverses. Tot i això no hi havia discrepàncies i contradiccions entre sí. Algunes són:
| Mestre/a                                        | Alumne/a                                                    | Metodologia                                                               | Valors                                                        | Activitats/Tallers                                                     |
| ----------------------------------------------- | ----------------------------------------------------------- | ------------------------------------------------------------------------- | ------------------------------------------------------------- | ---------------------------------------------------------------------- |
| Acompanya en el procés educatiu. És el/la guia. | Rol actiu.                                                  | Continguts escollits segons els interessos dels alumnes.                  | Democràcia directa (quan sorgeixen problemes de convivència). | Treballs manuals.                                                      |
| Observador/a.                                   | Manipulador/a.                                              | No hi ha currículum preestablert.                                         | Coeducació.                                                   | Fusteria.                                                              |
| Dinàmic/a.                                      | Lliure.                                                     | Es treballa per projectes.                                                | Màxim respecte a l'entorn natural.                            | Hort / conreu de la terra.                                             |
| Té en compte l'opinió de l'alumne/a.            | Experimentador/a.                                           | Pedagogia pràctica.                                                       | Altíssima participació de la família.                         | Cria d'animals.                                                        |
| Motivador/a.                                    | Descobridor/a.                                              | El joc com a eina educativa.                                              | L'educació en valors té un paper central.                     | Activitats relacionades amb el cos: gimnàstica natural, jocs i esport. |
| Atenció individualitzada.                       | Ajuda en tasques domèstiques i de manteniments dels espais. | Activitats a la natura: sortides, excursions, viatges i campaments.       |                                                               |                                                                        |
|                                                 |                                                             | Es potencia el treball en grup.                                           |                                                               |                                                                        |
|                                                 |                                                             | Treballs lliures per potenciar creativitat, innovació i enginy.           |                                                               |                                                                        |
|                                                 |                                                             | El coneixement sorgeix a partir d'experiències, no del mètode memorístic. |                                                               |                                                                        |

### Principis fonamentals de l'Escola Nova
Aquest moviment va suposar una sèrie de canvis molt significatius en l'educació. Els principis més rellevants són els següents:
- L'infant és el subjecte actiu de l'aprenentatge, al voltant d'ell s'organitzen els continguts i les activitats convertint-lo en el personatge principal de l'aprenentatge.
- Les activitats han de partir dels interessos i necessitats dels infants i s'han de dirigir al desenvolupament de les seves potencialitats físiques, creatives i intel·lectuals.
- El paper del mestre/a adquireix una funció d'observador/a, animador/a i promotor/a.
- L'escola ha d'estar oberta a l'exterior i integrar el subjecte a la vida social.
- El sistema haurà de ser flexible i haurà d'adaptar-se específicament a cada nen o nena, ja que no tothom té les mateixes capacitats o necessitats.
- Els mètodes educatius prioritzen el pensament, la imaginació i afavoreixen l'actitud crítica.
- Els coneixements s'aprenen a través de la demostració, l'experimentació, la manipulació, la deducció o la lògica.

### Figures més importants de l'Escola Nova

#### Maria Montessori
La pedagogia de Maria Montessori és activa, individualitzada i lliure, parteix de l'educació dels sentits, de la importància de l'ambient i la llibertat dels infants. Dona importància al paper del mestre/a, a la rellevància dels materials didàctics, al joc i el foment de l'autonomia de l'infant. A més a més, aposta per crear un ambient de treball i de llibertat per als infants, en el qual resulti plaent habitar i estar. Cal dir que cada objecte estava endreçat en el seu racó adient perquè fos fàcil de tenir a l'abast. També creà unes fitxes d'autocontrol que li permetia fer el seguiment individualitzat de cada infant per tal que la intervenció educativa fos més autònoma.
El seu mètode educatiu es basa en dos principis fonamentals: l'ús d'un entrenament sensorial específic en les fases precoces del desenvolupament i la no interferència en la llibertat i l'autonomia expressiva del nen. Aquest mètode es caracteritza per una redundància en la independència, la llibertat dins d'uns límits i el respecte per l'evolució psicològica, social, física i natural de l'infant.

#### Ovide Decroly
Ovide Decroly afirma que l'ensenyament ha de ser individualitzat i ha de partir de l'interès del nen/a; d'aquesta manera afirma que sorgirà la necessitat i curiositat de moure’s per ell/a mateix/a i aprendrà allò que li hagi cridat l'atenció.
A partir de la globalització, es crea un mètode denominat centre d'interès, el qual facilita al mestre/a i a l'alumne/a un conjunt de continguts que s'agrupen segons el tema central, escollit d'acord amb els interessos de l'infant, tant físics, com psíquics, a través del joc i de diferents propostes educatives. Aquest està determinat per la formació didàctica, les necessitats evolutives dels infants i les característiques del grup.

#### Célestin Freinet
Célestin Freinet crea el mètode natural, pel qual permet a l'infant lliurement experimentar, descobrir i explorar l'ambient que l'envolta per així estimular les seves capacitats.
Parteix del fet que els coneixements no es donen a partir de la raó sinó a través de l'acció, l'experiència i l'exercici, el que ell denomina tempteig experimental. També dona molta importància a la realització de tallers dedicats als treballs manuals (agrícoles, teixits, cuina, construcció, feines domèstiques. etc.) i a l'activitat evolucionada, socialitzada i intel·lectualitzada relacionada amb la creació, els coneixements i la documentació, la creació artística i la comunicació escrita. I per acabar, destaca la realització de projectes.

#### Germanes Agazzi
Conegudes pel mètode Agazzi, basat en l'espontaneïtat i l'experiència de nens i nenes. Proporciona una educació basada en la vida quotidiana a la comunitat.
Una de les característiques més rellevants d'aquestes pedagogues és utilitzar estris casolans econòmics, naturals i de rebuig, a causa de l'origen pobre dels infants que atenien. Volien aconseguir, de manera espontània, la motivació dels infants. Es treballaven processos mentals com la classificació i l'ordre a través del llenguatge, la motricitat i la cooperació infantil. D'altra banda, creien en una total llibertat a l'aula amb un model de treball individual en què els alumnes més grans ajudin els més petits. També potenciaven les arts musicals i plàstiques per poder fomentar l'experiència, la investigació i la creativitat dels infants. La manera de treballar de l'educador és mitjançant l'observació sistemàtica i individualitzada.

#### Alexander Neill
És un dels grans referents de l'educació antiautoritària. Per a Neill, l'educació s'orientava cap al desenvolupament d'infants lliures i autoregulats i donava molta importància a l'amor, la llibertat d'expressió, la creativitat, els espais naturals i el joc. S'abstenia dels càstigs i de qualsevol conducta agressiva, i en cap cas recorria a la violència.
Crea l'escola Summerhill amb la finalitat de formar persones felices i satisfetes, treballant amb alegria per així aconseguir la felicitat de tots aquells nens/es que compartien hàbitat.

#### Comparació Escola Tradicional vs Escola Nova
L'Escola Tradicional té com a referents ordre i mètode. Per tant, hi va haver necessitat de canviar els paràmetres de l'educació i d'aquest canvi va sorgir l'Escola Nova, un moviment de renovació pedagògica que pretén allunyar-se en tots els aspectes de l'escola que predominava abans d'aquest moviment pedagògic.
|                      | Escola Tradicional | Escola Nova |
| Inici                | S. XVII. | Primeres dècades del s. XX.                                                                                                 |
| Propòsit             | Planteja l'escolarització dels infants de família adinerada, per educar-los en els valors de la comunitat.                             | Abordar una renovació dels principis pedagògics que sostenia l'Escola Tradicional.                                          |
| Aprenentatge         | Habilitats memorístiques (repetició-memorització). Marge de creativitat reduït o nul.                                                  | Crític i comprensiu. Mètodes: observació, contacte amb la naturalesa, experimentació i imitació de les persones adultes.    |
| Ensenyament          | Enciclopèdia. Continguts de les matèries i assignatures.                                                                               | Es basa en les necessitats i els interessos dels infants.                                                                   |
| Paper del mestre     | Centre d'ensenyament. Transmet els coneixements als alumnes.                                                                           | Funció d'observador. Proporciona el material necessari pel procès d'aprenentatge.                                           |
| Rol de l'alumne/a    | Ésser passiu i receptor de coneixements. No es tenen en compte les característiques de l'alumnat, independentment de la seva condició. | Actiu. Desenvolupament de potencialitats físiques, intel·lectuals i creatives. Intervenció individualitzada i socialitzada. |
| Tipus de sistema     | Educació estricta. | Educació flexible. |
| Procés d'ensenyament | Vertical. | Horitzontal. |
| Finalitat            | Adquisició de coneixements. | L'alumne/a és el/la promotor/a de conductes dirigides a l'autonomia i l'autodisciplina.                                     |
| Avaluació            | Exàmens. | Aspectes de la ment humana.                                                                                                 |
| Espai                | La classe és l'únic lloc de treball. La tarima és un clar exemple d'ensenyament vertical.                                              | L'escola es modifica, es fan sortides i excursions. S'aprofita tot l'espai escolar.                                         |
| Disciplina           | Autoritat i càstig. | Acords. |

### Renovació pedagògica de l'Escola Nova

#### Loris Malaguzzi
Loris Magaluzzi va ser l'iniciador i inspirador de la metodologia a les escoles de Reggio Emilia, en la qual volia que es respectessin i es consideressin les potencialitats dels nens/es i que es reconeguessin els seus drets.
La seva metodologia parteix de l'exploració, l'experimentació, la investigació, la comunicació i la llibertat, ja que principalment deixa al nen/a ser el protagonista i investigador/a del seu aprenentatge basant-se en la pròpia curiositat i espontaneïtat. El paper del mestre/a consisteix a observar, escoltar i preguntar als infants per promoure situacions de descobriment i aprenentatge, provocant així experiències educatives.
A més a més, aposta per una intervenció educativa global, on l'infant està en relació amb tots els nens/es, la família, l'escola i tota la comunitat.

#### Emmi Pikler
Emmi Pikler va dirigir una institució per a orfes i infants abandonats menors de 3 anys a causa dels desastres de la segona guerra mundial. Treballava per educar-los i aconseguir que es desenvolupessin en condicions adequades, malgrat les carències afectives que mostraven.
La seva teoria donava importància a l'activitat autònoma de l'infant on partia que ell havia d'actuar per pròpia iniciativa i interès, per així adquirir més sòlidament els seus aprenentatges. També remarcava la llibertat i el moviment lliure en el desenvolupament de l'autonomia personal. Per acabar, destaca la relació afectiva privilegiada que ha d'haver-hi entre l'alumne/a i el mestre/a en què aquest/a ha de proporcionar unes atencions afectuoses i personalitzades transmetent confiança i seguretat afectiva a través del llenguatge verbal i mirades significatives.

### Renovació pedagògica a l'Escola Nova a Catalunya
A Catalunya, després de la Guerra Civil i la instauració de la dictadura franquista, els principis de l'Escola Nova van ser eliminats de totes les escoles i la majoria de mestres van ser exiliats.
Als anys 70, un grup de mestres es van organitzar amb el nom de Moviments de Renovació Pedagògica, per recuperar els principis perduts.
Un dels moviments més importants que es va portar a terme va ser l'Agrupació de Mestres Rosa Sensat.

#### Agrupació de Mestres Rosa Sensat
El segle xix espanyol és d'una gran decadència política. Una invasió (la napoleònica), tres guerres civils, un canvi en la dinastia, un període republicà curt, la pèrdua de totes les colònies, la dèbil industrialització, entre d'altres factors, són la causa d'un sistema educatiu escolar pobre i d'una qualitat pedagògica molt baixa. A Catalunya comença un nou moviment de renovació pedagògica que relaciona els seus inicis amb el corrent de l'Escola Nova.
El 1914, l'Ajuntament de Barcelona va construir una escola a l'aire lliure anomenada, Escola del Bosc, dirigida per una mestra jove anomenada Rosa Sensat. El 4 d'octubre de 1965 a Barcelona, Marta Mata va fundar l'Escola de Mestres de Rosa Sensat, amb la finalitat de canviar les escoles i recuperar els principis d'aquella escola renovadora. Angeleta Ferrer Sensat era l'encarregada d'ensenyar als mestres, transmetent les seves experiències i coneixements per així poder canviar les seves mentalitats. El 1980 van acordar convertir-se en Associació de Mestres Rosa Sensat i continuar amb la mateixa tasca, adaptant-la a les demandes i necessitats canviants.
Actualment l'Agrupació de Mestres Rosa Sensat continua organitzant cursos i seminaris, grups de treball i escoles d'estiu.